# Ніколас Віммер
Ніколас Віммер (нім. Nicolas Wimmer; нар. 15 березня 1995) — австрійський футболіст, захисник клубу «Вольфсбергер». Виступав також за низку інших австрійських клубів. Володар Кубка Австрії.

## Ігрова кар'єра
Ніколас Віммер народився 1995 року. Займався в юнацьких командах футбольних клубів «Уніон» Піхлінг, ЛАСК (Лінц) та «Рід». У 2012 році футболіст перейшов до складу команди «Донау» (Лінц), в якій грав до 2016 року. У 2016 році Віммер перейшов до клубу «Форвертс» (Штайр), у складі якого грав до 2021 року. У 2021 році футболіст спочатку грав у клубі «Блау-Вайс» (Лінц), а в другій половині року перейшов до клубу «Аустрія» (Клагенфурт). З 2024 року Віммер грає у складі клубу «Вольфсбергер». У першому ж сезоні виступів футболіст став у складі команди володарем Кубка Австрії. 

## Титули і досягнення
- Володар Кубка Австрії (1):

«Вольфсбергер»: 2024–2025